# جبر خارجي
في مجال الرياضيات، الضرب الخارجي (بالإنجليزية: Exterior product  أو Wedge product)‏ لمتجهات هو تركيب جبري يستخدم في الهندسة لدراسة المساحات والأحجام وكذلك الأبعاد الأعلى المناظرة. الضرب الخارجي للمتجهين {\displaystyle u} و {\displaystyle v} والذي يرمز له بالرمز {\displaystyle u\land v} يسمى bivector ويكمن في فضاء يسمى مربع خارجي والذي هو فضاء المتجه المميز من فضاء المتجهات الأصلي. يمكن تفسير حجم {\displaystyle a\land b} كمساحة متوازي الأضلاع ذو الضلعين. أيضا بواسطة الشكل الثلاثي الأبعاد لهذا متوازي الأضلاع يمكن حساب الضرب الإتجاهي لمتجهين.

## أمثلة محفزة

### المساحات في المستوى

مساحة متوازي الأضلاع باستخدام محدد مصفوفة إحداثيات عنصرين مت متجهاته.

في مستوى الجداء الديكارتي {\displaystyle \mathbb {R} ^{2}} هو فضاء المتجه المعرف بأساس مكون من زوج من متجهات الوحدة المعرفة بالمتجهين
{\displaystyle {{\boldsymbol {e}}_{1}}=\left[{\begin{matrix}1\\0\end{matrix}}\right]} و {\displaystyle {{\boldsymbol {e}}_{2}}=\left[{\begin{matrix}0\\1\end{matrix}}\right]}.
لنفرض أن {\displaystyle {\boldsymbol {v}}=\left[{\begin{matrix}a\\b\end{matrix}}\right]=a\,{{\boldsymbol {e}}_{1}}+b\,{{\boldsymbol {e}}_{2}}} و {\displaystyle {\boldsymbol {w}}=\left[{\begin{matrix}c\\d\end{matrix}}\right]=c\,{{\boldsymbol {e}}_{1}}+d\,{{\boldsymbol {e}}_{2}}} هما متجهين معرفين بدلالة مركباتهما وينتميان لفضاء المتجه {\displaystyle \mathbb {R} ^{2}} . يوجد متوازي أضلاع وحيد معرف بدلالة الضلعين {\displaystyle {\boldsymbol {v}}} و {\displaystyle {\boldsymbol {w}}} والذي مساحته معرفه بالمحدد التالي:
{\displaystyle |\mathbb {det} \left[\mathbf {v} \quad \mathbf {w} \right]|=\left|\mathbb {det} \left[{\begin{matrix}a&c\\b&d\end{matrix}}\right]\right|=|ad-bc|}.
أعتبر الآن الضرب الخارجي للمتجهين {\displaystyle {\boldsymbol {v}}} و {\displaystyle {\boldsymbol {w}}} المعرف كالتالي:
{\displaystyle {\begin{aligned}{\mathbf {v} }\wedge {\mathbf {w} }&=(a\,{\mathbf {e} }_{1}+b\,{\mathbf {e} }_{2})\wedge (c\,{\mathbf {e} }_{1}+d\,{\mathbf {e} }_{2})\\&=ac\,{\mathbf {e} }_{1}\wedge {\mathbf {e} }_{1}+ad\,{\mathbf {e} }_{1}\wedge {\mathbf {e} }_{2}+bc\,{\mathbf {e} }_{2}\wedge {\mathbf {e} }_{1}+bd\,{\mathbf {e} }_{2}\wedge {\mathbf {e} }_{2}\\&=\left(ad-bc\right){\mathbf {e} }_{1}\wedge {\mathbf {e} }_{2}\end{aligned}}}
حيث أنه تم استخدام خاصية التوزيع للضرب الخارجي بالخطوة الأولى وبالعملية الاخيره تم استخدام خاصية الإبدال وعلى وجه الخصوص الخاصية {\displaystyle {\mathbf {e} _{2}}\land {\mathbf {e} _{1}}=-({\mathbf {e} _{1}}\land {\mathbf {e} _{2}})} . لاحظ أن المعامل بالمعادلة الأخيره هو عبارة عن محدد المصفوفة {\displaystyle \left[\mathbf {v} \quad \mathbf {w} \right]} . نلاحظ أيضا أنه من خاصية الإبدال بالضرب الخارجي لدينا
{\displaystyle {\mathbf {e} _{1}}\land {\mathbf {e} _{1}}=\mathbf {e} _{2}\land \mathbf {e} _{2}=0}.
تفسر الإشارة الموجبه أو السالبة بأن المتجهين {\displaystyle \mathbf {v} } و{\displaystyle \mathbf {w} } يتجهان عكس أو مع إتجاه عقارب الساعة كرؤوس لمتوازي الأضلاع المعرف أعلاه. مثل هذه المساحة تعرف بمساحة محددة لمتوازي الأضلاع والقيمة المطلقة لمساحة محددة هي المساحة المعتادة وإشارة المحدد هي إتجاهه.
إذا كان {\displaystyle A(\mathbf {v} ,\mathbf {w} )} يرمز لمساحة متوازي الأضلاع الذي يمثل المتجهين {\displaystyle \mathbf {v} ,\mathbf {w} } ضلعين فيه فإن {\displaystyle A} يجب أن تحقق الخصائص التالية:
1. لتكن {\displaystyle k} و {\displaystyle j} أعداد حقيقة فإن {\displaystyle A(j\,\mathbf {v} ,k\,\mathbf {w} )=jk\,A(\mathbf {v} ,\mathbf {w} )} .
2. {\displaystyle A(\mathbf {v} ,\mathbf {v} )=0} والتي تمثل مساحة لخط مستقيم تساوي صفر.
3. {\displaystyle A(\mathbf {v} ,\mathbf {w} )=-A(\mathbf {w} ,\mathbf {v} )} حيث أن تبديل بين{\displaystyle \mathbf {v} } و{\displaystyle \mathbf {w} } يعكس إتجاه متوازي الأضلاع.
4. لأي عدد حقيقي {\displaystyle j} فإن {\displaystyle A(\mathbf {v} +j\,\mathbf {w} ,\mathbf {w} )=A(\mathbf {v} ,\mathbf {w} )}حيث أن إضافة أي مضاعف ل {\displaystyle \mathbf {w} } للمتجه {\displaystyle v} لايؤثر على الأساس ولايؤثر أيضا على ارتفاع متوازي الأضلاع فبالتالي فإنه يحافظ على مساحته.
5. {\displaystyle A(\mathbf {e} _{1},\mathbf {e} _{2})=1} أي ان مساحة مربع الوحدة يساوي واحد.

بإستثناء الخاصية الأخيره فإن الضرب الخارجي لمتجهين يحقق نفس خواص المساحة. أي أن الضرب الخارجي يعمم الخاصية الأخيره بالسماح لمساحة متوازي الأضلاع لتقارن بأي متوازي أضلاع بالمستوى الموازي. بمعنى آخر فإن الضرب الخارجي يحقق صيغة الأساس المستقل لأي مساحة (basis-independent formulation of area).

### ضرب تقاطعي وضرب المتجهات الثلاثية

الضرب التقاطعي الموضح بالمتجه الأزرق وعلاقته بالضرب الخارجي الموضح بمتوازي الأضلاع المضلل بالأزرق الفاتح. طول الضرب التقاطعي هو طول متجه الوحدة المقابل (الموضح بالأحمر).

لأي متجهات في {\displaystyle R^{3}} فإن الجبر الخارجي يعرف بضرب تجاهي أو تقاطعي (cross product ) وضرب المتجهات الثلاثية (triple product ). باستخدام متجهة وحدة الأساس {\displaystyle \{\mathbf {e} _{1},\mathbf {e} _{2},\mathbf {e} _{3}\}} فإن الضرب الخارجي للمتجهين
{\displaystyle \mathbf {u} =u_{1}\,\mathbf {e} _{1}+u_{2}\,\mathbf {e} _{2}+u_{3}\,\mathbf {e} _{3}} و {\displaystyle \mathbf {v} =v_{1}\,\mathbf {e} _{1}+v_{2}\,\mathbf {e} _{2}+v_{3}\,\mathbf {e} _{3}} يعرف كالتالي:
{\displaystyle \mathbf {u} \land \mathbf {v} =(u_{1}v_{2}-u_{2}v_{1})(\mathbf {e} _{1}\land \mathbf {e} _{2})+(u_{3}v_{1}-u_{1}v_{3})(\mathbf {e} _{3}\land \mathbf {e} _{1})+(u_{2}v_{3}-u_{3}v_{2})(\mathbf {e} _{2}\land \mathbf {e} _{3})}
حيث أن {\displaystyle \{\mathbf {e} _{1}\land \mathbf {e} _{2},\mathbf {e} _{3}\land \mathbf {e} _{1},\mathbf {e} _{2}\land \mathbf {e} _{3}\}} تمثل قاعدة الفضاء ثلاثي الأبعاد {\displaystyle \land ^{2}(R^{3})} . معاملات المعادلة أعلاه هي نفسها المعرفة للضرب التقاطعي في ثلاث أبعاد لكن الفرق الوحيد بينما هو أن الضرب الخارجي ليس متجه معتاد وإنما يمثل متجه ثنائي.
بتعريف متجه ثالث معرف بالمتجه {\displaystyle \mathbf {w} =w_{1}\,\mathbf {e} _{1}+w_{2}\,\mathbf {e} _{2}+w_{3}\,\mathbf {e} _{3}} فإن الضرب الخارجي لثلاث متجهات معرف كما يلي:
{\displaystyle \mathbf {u} \land \mathbf {v} \land \mathbf {w} =(u_{1}v_{2}w_{3}+u_{2}v_{3}w_{1}+u_{3}v_{1}w_{2}-u_{1}v_{3}w_{2}-u_{2}v_{1}w_{3}-u_{3}v_{2}w_{1})(\mathbf {e} _{1}\wedge \mathbf {e} _{2}\wedge \mathbf {e} _{3})}
حيث أن {\displaystyle \mathbf {e} _{1}\wedge \mathbf {e} _{2}\wedge \mathbf {e} _{3}} تمثل أساس للفضاء ببعد واحد {\displaystyle \land ^{3}(R^{3})} .